# La Caleta (Los Silos)
La Caleta es una de las entidades de población que conforman el municipio de Los Silos, en la isla de Tenerife —Canarias, España—.